# Seven Arcs
Seven Arcs Corporation (株式会社セブン・アークス, Kabushiki kaisha Sebun Aakusu) is een Japanse animatiestudio die opgericht werd op 31 mei 2002 in Nakano, Japan. De studio hield zich oorspronkelijk bezig met het produceren van Adult original video animationseries onder een andere naam sinds april 2000 en hadden toen als voornemen dat ze uiteindelijk animeseries zouden produceren voor het grote publiek. Dit werd mogelijk in mei 2002 toen Seven Arcs werd opgericht. In het begin gingen ze nog verder met het produceren van Adult OVA's zoals Night Shift Nurses, maar in 2004 begonnen ze met hun eerste uitgezonden animeserie Magical Girl Lyrical Nanoha. Sindsdien heeft het bedrijf meerdere animeseries en films geproduceerd.

## Geproduceerde series

### TV anime
- Magical Girl Lyrical Nanoha (oktober - december 2004) (13 afleveringen)
- Magical Girl Lyrical Nanoha A's (oktober - december 2005) (13 afleveringen)
- Inukami! (april-september 2006) (26 afleveringen)
- Da Capo II (2007) (Geproduceerd door studio Feel, hielp bij iedere aflevering)
- Magical Girl Lyrical Nanoha StrikerS (april - september 2007) (26 afleveringen)
- Sekirei (juli - september 2008) (12 afleveringen)
- White Album (januari - december 2009) (26 afleveringen)
- Asura Cryin' (1ste seizoen) (april - juni 2009) (13 afleveringen)
- Asura Cryin' (2ste seizoen) (oktober - december 2009) (13 afleveringen)
- Sekirei -Pure engagement- (juli - september 2010) (13 afleveringen)
- Dog Days (april - juni 2011) (13 afleveringen)
- Dog Days' (2012) (13 afleveringen)

### OVA
- Night Shift Nurses
- Triangle Heart: Sweet Songs Forever (2002 - 2004)

### Films
- Inukami! The Movie: Tokumei Reiteki Sōsakan Karina Shirō! (2007)
- Magical Girl Lyrical Nanoha The MOVIE 1st (2010)
- Magical Girl Lyrical Nanoha The MOVIE 2nd A's (2012)